# Internationale Orgelakademie Altenberg

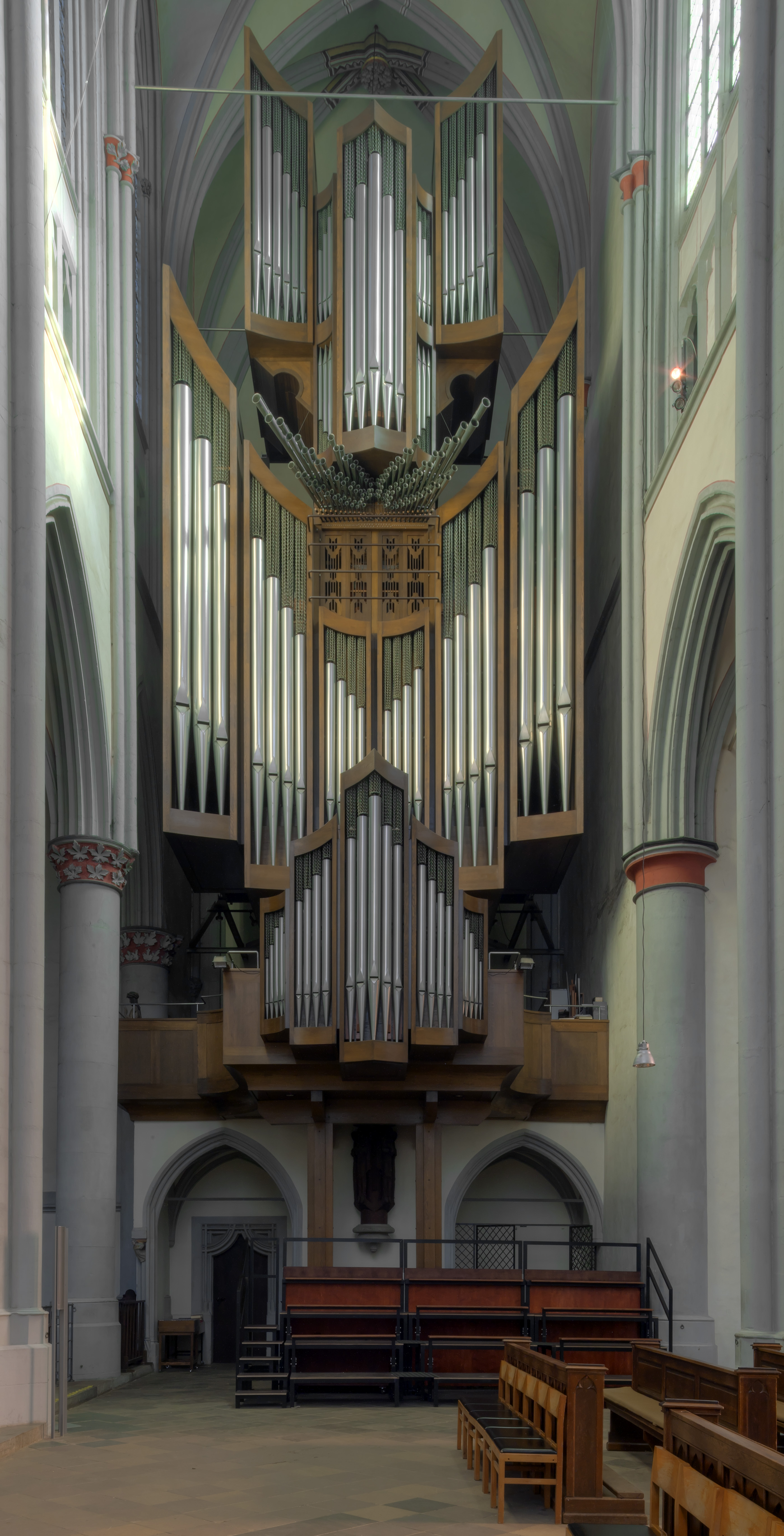
Domorgel im Altenberger Dom

Die Internationale Orgelakademie Altenberg ist eine Fortbildungsveranstaltung für Organisten. Sie wurde 1988 von Paul Wißkirchen, Andreas Meisner und Wolfgang Seifen gegründet und befasst sich vollumfänglich mit dem an den Musikhochschulen unterrichteten Hauptfach Orgelimprovisation. Sie findet jährlich an der Klais-Orgel im Altenberger Dom statt. Jeweils drei namhafte Dozenten unterrichten die Teilnehmer in den verschiedenen Bereichen der Improvisation.
Dozenten waren u. a. Theo Brandmüller, Paolo Oreni, Wolfgang Seifen, Karl Ludwig Kreutz, Pierre Cogen, Gaston Litaize, Petr Eben, Roland Maria Stangier, Sietze de Vries, Thierry Mechler, Hans Haselböck und Johannes Mayr.
2021 musste die Veranstaltung erstmals aufgrund der Hochwasserkatastrophe im Ahrtal aussetzen, bei der auch der Dom vom Hochwasser betroffen war.
2022 wurde Wolfgang Seifen aus der Akademie verabschiedet.